# ¡Boom! (Colombia)
¡Boom! es la adaptación colombiana del concurso homónimo de FOX. El programa, presentado por Mario Espitia y emitido los sábados a las 5:00 p. m. en Caracol Televisión, se estrenó el 25 de noviembre de 2017 y salió de aire el 19 de enero de 2019.

## Mecánica
Dos equipos (el equipo rojo y el equipo azul), de cuatro jugadores cada uno, tienen que desactivar un total de diez bombas respondiendo a preguntas cuyas respuestas están representadas en cada uno de los cables de colores.
De este modo, los concursantes deben cortar los cables de aquellas respuestas que consideren erróneas en las bombas. Así, si el jugador responde correctamente, el dinero del premio se mantendrá intacto. Si por el contrario, el jugador corta el cable equivocado o se quedan sin tiempo, la bomba explotará y el equipo perderá a uno de los jugadores y la cantidad asignada a esa bomba.